# Madison Bailey
Madison Lilly Bailey (ur. 29 stycznia 1999 w Kernersville) – amerykańska aktorka, znana z roli Kiary w serialu Outer Banks.

## Życiorys
Urodziła się w Kernersville w Karolinie Północnej, jako najmłodsza z 7 rodzeństwa. Określa się jako osoba panseksualna i spotyka się z koszykarką Mariah Linney. Oznajmiła również, że cierpi na osobowość chwiejną emocjonalnie typu borderline.

## Filmografia
| Rok        | Tytuł                         | Rola               |
| ---------- | ----------------------------- | ------------------ |
| 2020       | Council of Dads               | Jules              |
| 2020-teraz | Outer Banks                   | Kiara              |
| 2020       | Impractical Jokers: The Movie | Bowling Alley Girl |
| 2019       | Creepshow                     | Carla              |
| 2018–2019  | Black Lightning               | Wendy Hernandez    |
| 2018       | Two Roads                     | Zoe                |
| 2018       | Night Club Secrets            | Jackie             |
| 2017       | Murder Chose Me               | Angela Henry       |
| 2017       | Mr. Mercedes                  | Chloe              |
| 2015       | Swamp Murders                 | Mary Hold Bear     |
| 2015       | Constantine                   | Caroline           |